# Danh sách máy bay theo thể loại ngày tháng và cách sử dụng
Đây là danh sách máy bay theo thể loại ngày tháng và cách sử dụng.

## Dân sự - Máy bay vận tải
| 1903-1919 | 1920-1938 | 1939-1945 | 1946-1969 | 1970-nay |
| --------- | --- | --------- | --- | --- |
|           | - de Havilland DH-86 Dragon - Boeing 247 - Douglas DC-2 - Douglas DC-3 - Douglas DC-4 - Handley Page W.8 - Handley Page H.P.42 - Junkers Ju 52 |           | - Airspeed AS57 Ambassador - BAC 1-11 One-Eleven - BAC/AerospatialeConcorde - Boeing 707 - Boeing 727 - Boeing 737 - Boeing 747 - Boeing 2707 - Boeing Vertol 107-II - Bristol Britannia - Convair 880 - Convair 990 - de Havilland Comet - de Havilland DH-121 Trident - De Havilland Dove - de Havilland Heron - Douglas DC-6 - Douglas DC-8 - Douglas DC-9 - Douglas DC-10 - Embraer EMB 110 Bandeirante - Handley Page Dart Herald - Kawasaki Ki-56 - Lockheed Constellation - Lockheed L-1011 TriStar - Saunders-Roe Princess - Tupolev Tu-104 - Tupolev Tu-114 - Tupolev Tu-144 - Tupolev Tu-154 - Tupolev Tu-204 - Vickers VC-10 - Vickers Vanguard - Vickers Viscount | - Aerospatiale/Aeritalia ATR 42 - Aerospatiale/Aeritalia ATR 72 - Airbus SAS - Airbus A300 - Airbus A310 - Airbus A318 - Airbus A319 - Airbus A320 - Airbus A321 - Airbus A330 - Airbus A340 - Airbus A380 - BAe 146 - Boeing Company - Boeing 234 - Boeing 757 - Boeing 767 - Boeing 777 - Boeing 787 - Bombardier Aerospace - Bombardier CRJ-100 - Bombardier CRJ-200 - Bombardier CRJ-700 - Bombardier CRJ-900 - de Havilland (Canada) DASH-8 - Embraer - Embraer EMB 121 Xingu - Embraer EMB 120 Brasilia - Embraer/FMA CBA 123 Vector - Embraer ERJ 135 - Embraer ERJ 140 - Embraer ERJ 145 - Embraer 170 - Embraer 175 - Embraer 190 - Embraer 195 - McDonnell-Douglas - McDonnell-Douglas MD-11 - McDonnell Douglas MD-80/MD-90 - McDonnell-Douglas MD-95 |

## Dân sự - Máy bay chung
| 1903-1919 | 1920-1938                                 | 1939-1945 | 1946-1969 | 1970-nay                                                      |
| --------- | ----------------------------------------- | --------- | --- | ------------------------------------------------------------- |
|           | - Curtiss Robin - de Havilland Tiger Moth |           | - Cessna 150 - Cessna 152 - Cessna 172 - Piper Cherokee - Piper PA-32 Cherokee Six - Piper PA-28 Warrior - Piper PA-38 Tomahawk | - Jabiru 200 - Jabiru 400 - HANSA - Cirrus SR20 - Cirrus SR22 |

## Dân sự - Trực thăng
| 1903-1919 | 1920-1938 | 1939-1945                      | 1946-1969 | 1970-nay |
| --------- | --------- | ------------------------------ | --- | --- |
|           |           | - Bell 47 - Sikorsky S-48/S-51 | - Bell 204/205 - Bell 206 - Bell 212 - Boeing Vertol 107-II - Piasecki Model 44 - Sikorsky S-55 - Sikorsky S-58 - Sikorsky S-61 - Sikorsky S-64 | - Agusta A109 - AgustaWestland AW119 - AgustaWestland AW139 - Bell 214/Bell 214ST - Bell 222/230/430 - Bell 400/440 - Bell 407 - Bell 412 - Bell 427 - Bell/Agusta BA609 - Boeing 234 - Eurocopter Ecureuil - Eurocopter EC 225 / Eurocopter EC 725 - Eurocopter Colibri - Eurocopter EC 130 - Eurocopter (MBB) EC 135 - Eurocopter (MBB/Kawasaki) EC 145 - Eurocopter EC 155B - Iac Shahed 274 - Kamov Ka-226 - Kazan Ansat - MD Helicopters MD 902 Explorer - Mil Mi-34 - PZL SW-4 Puszczyk - Robinson R22 - Robinson R44 - Sikorsky S-70 - Sikorsky S-76 - Sikorsky S-92 Helibus |

## Nghiên cứu, nguyên mẫu và mẫu đặc biệt
| 1903-1919                                                 | 1920-1938                                                                                                 | 1939-1945 | 1946-1969 | 1970-nay |
| --------------------------------------------------------- | --- | --- | --- | --- |
| - Bleriot Monoplane - Wright Flyer - Santos-Dumont 14-bis | - de Havilland DH.88 Comet - Martin-Baker M.B.1 - Martin-Baker M.B.2 - Supermarine S.5 - Supermarine S.6B | - Armstrong Whitworth A.W.52 - Baynes Bat - Blackburn B-20 - Cierva W.9 - Folland Fo.108 - General Aircraft GAL.56 - Gloster E.1/44 - Gloster E.28/39 - Handley Page Manx - Heinkel He 176 - Heinkel He 178 - Miles M.20 - Miles M.30 - Miles Libellula - Martin-Baker M.B.3 - Martin-Baker M.B.5 - Miles M.30 - Miles M.52 - Short Shetland | - Avro Arrow - BAC TSR-2 - BAC-221 - Bell X-1 - Bell X-2 - Bell X-5 - Boulton Paul P.111 - Boulton Paul P.120 - Boeing X-20 Dyna-Soar - Bristol 188 - Bristol Brabazon - Douglas X-3 Stiletto - Fairey Delta 1 - Fairey Delta 2 - Fairey Rotodyne - Fairey Gyrodyne - Gloster Meteor F8 "Prone Pilot" - Handley Page HP.88 - Handley Page HP.115 - Hawker P.1072 - Hawker P.1052 - Hawker P.1081 - Hawker P.1127 Kestrel - Lockheed XF-104 - Lockheed YF-12 - Martin-Marietta X-24 - North American X-15 - North American XB-70 Valkyrie - Northrop X-4 Bantam - Ryan XV-5 Vertifan - Saunders-Roe SR.A/1 - Saunders-Roe SR.53 - Saunders-Roe SR.177 - Short SB.1 - Short Sherpa - Short Sperrin - Short SC.1 | - Bell HV-911 Eagle Eye - Boeing 360 - Boeing X-45A Spiral 0 - Boeing X-50A Dragonfly - General Atomics RQ-1A Predator - Grumman X-29 - Lockheed Martin X-33 - Lockheed Martin X-35 - Northrop Grumman RQ-4A Global Hawk - Northrop Grumman RQ-8A Fire Scout - Northrop Grumman X-47A Pegasus - Sukhoi T-4 - Sukhoi Su-47 - Sukhoi Su-80 |

## Quân sự - Máy bay tiêm kích
| 1903-1919 | 1920-1938                     | 1939-1945 | 1946-1969 | 1970-nay |
| --- | ----------------------------- | --- | --- | --- |
| - Airco DH.2 - Albatros D.I - Albatros D.II - Albatros D.III - Albatros D.V - Bristol Scout - Bristol F.2 Fighter - Fokker Eindecker - Fokker Dr.I - Fokker D.VII - Morane-Saulnier Type N - Nieuport 11 - Nieuport 17 - Nieuport 28 - Sopwith Camel - Sopwith Pup - Sopwith Triplane - SPAD S.VII - SPAD S.XIII | - Blériot S.510 - Hawker Fury | - Arsenal VG-33 - Caudron C.714 - Curtiss P-40 - Dewoitine D.510 - Dewoitine D.520 - F4U Corsair - Focke-Wulf Fw 190 - Gloster Gladiator - Gloster Meteor - Hawker Hurricane - Hawker Typhoon - Hawker Sea Fury - Hawker Tempest - Heinkel He 51 - Heinkel He 100 - Heinkel He 112 - Heinkel He 162 - Polikarpov I-15 - Polikarpov I-16 - IAR 80 - Mitsubishi A6M Reisen "Zeke" / 零戦 "Rei" và Zero - Messerschmitt Bf 109 - Messerschmitt Bf 110 - Messerschmitt Me 163 - Messerschmitt Me 210 - Messerschmitt Me 262 - Morane-Saulnier M.S.406 - PZL P.7 - PZL P.11 - PZL P.24 - North American P-51 Mustang - P-38 Lightning - Republic P-47 Thunderbolt - Supermarine Spitfire - Westland Whirlwind - Polikarpov I-153 - Lavochkin-Gorbunov-Goudkov LaGG-1 - Lavochkin-Gorbunov-Goudkov LaGG-3 - Lavochkin La-5FN - Lavochkin La-7 - Mikoyan-Gurevich MiG-1 - Mikoyan-Gurevich MiG-3 - Yakovlev Yak-1 - Yakovlev Yak-1M - Yak-3 - Yak-7 - Yak-9 | - Avia S-199 - de Havilland Vampire - de Havilland Venom - de Havilland Sea Vixen - English Electric Lightning - F-104 Starfighter - FH-1 Phantom - General Dynamics F-111 - Gloster Javelin - Hawker Hunter - Hawker Siddeley Harrier - McDonnell-Douglas F-4 Phantom II - Mikoyan-Gurevich MiG-17 - Mikoyan-Gurevich MiG-19 - Mikoyan-Gurevich MiG-21 - Mikoyan-Gurevich MiG-23 - Mikoyan MiG-27 - North American Rockwell RA-5C Vigilante - F-5 Freedom Fighter - F-86 Sabre - P-80 Shooting Star - Saab 29 Tunnan - Saab Lansen - Saab Draken - SEPECAT Jaguar - Sukhoi Su-7 - Sukhoi Su-9 - Sukhoi Su-11 - Sukhoi Su-15 - Sukhoi Su-17 - Sukhoi Su-20 - Sukhoi Su-22 - Supermarine Swift - A-7 Corsair II - Vought F-8 Crusader | - AMX International AMX - BAC Strikemaster - Hawker Siddeley Harrier GR.1 - BAe Systems Sea Harrier - McDonnell Douglas AV-8 Harrier II - Eurofighter Typhoon - F-14 Tomcat - F-15 Eagle - F-16 Fighting Falcon - F/A-18 Hornet - F-22 Raptor - F-35 Joint Strike Fighter - F-117 Nighthawk - Mikoyan-Gurevich MiG-25 - Mikoyan MiG-29 - Panavia Tornado - SAAB 37 Viggen - SAAB JAS 39 Gripen - Sukhoi Su-24 - Sukhoi Su-25 - Sukhoi Su-27 - Sukhoi Su-30 - Sukhoi Su-33 - Sukhoi Su-34 - Sukhoi Su-35 - Sukhoi Su-37 |

## Quân sự - Máy bay ném bom
| 1903-1919                                                                                        | 1920-1938 | 1939-1945 | 1946-1969 | 1970-nay                                    |
| ------------------------------------------------------------------------------------------------ | --- | --- | --- | ------------------------------------------- |
| - Breguet 14 - Caproni Ca.3 - Caproni Ca.4 - Handley Page Type O - Gotha G-series - Vickers Vimy | - Fairey Swordfish - Handley Page Hinaidi - Handley Page Hyderabad - Hawker Hart - Hawker Hind - LWS-6 Żubr (PZL.30 Żubr) | - Aichi D3A - Avro Lancaster - Avro Lincoln - Boeing B-17 Flying Fortress - Boeing B-29 Superfortress - Bristol Beaufort - Bristol Blenheim - Consolidated B-24 Liberator - de Havilland Mosquito - Dornier Do 17 - Dornier Do 217 - Fairey Battle - Handley Page Hampden - Handley Page Halifax - Heinkel He 111 - Junkers Ju 87 - North American B-25 Mitchell - PZL.23 Karaś - PZL.37 Łoś - Neman R-10 - Short Stirling - Sukhoi Su-2 - Vickers Wellington | - Avro Vulcan - Boeing B-52 Stratofortress - Blackburn Buccaneer - Convair B-58 Hustler - Dassault Mirage IV - de Havilland DH-103 Hornet - English Electric Canberra - Handley Page Victor - Ilyushin Il-28 - Myasishchev M-4 - North American XB-70 Valkyrie - F-105 Thunderchief - Tupolev Tu-16 - Tupolev Tu-22 - Tupolev Tu-95 (Tu-20) - Vickers Valiant | - B-1 Lancer - B-2 Spirit - F-117 Nighthawk |

## Quân sự - Máy bay trinh sát
| 1903-1919      | 1920-1938 | 1939-1945 | 1946-1969                     | 1970-present      |
| -------------- | --------- | --------- | ----------------------------- | ----------------- |
| *Rumpler Taube |           |           | - Lockheed U-2 - Sukhoi Su-12 | - SR-71 Blackbird |

## Quân sự - Máy bay thuộc Hải quân và Hàng không mẫu hạm
| 1903-1919 | 1920-1938 | 1939-1945                         | 1946-1969       | 1970-nay     |
| --------- | --------- | --------------------------------- | --------------- | ------------ |
|           |           | - Fairey Spearfish - Short Seamew | - Fairey Gannet | - S-3 Viking |

## Quân sự - Máy bay hỗ trợ từ trên không
| 1903-1919 | 1920-1938                   | 1939-1945                                    | 1946-1969                        | 1970-nay |
| --------- | --------------------------- | -------------------------------------------- | -------------------------------- | --- |
|           | - Consolidated PBY Catalina | - Fieseler Fi 156 Storch - Westland Lysander | - Cessna Bird Dog - OV-10 Bronco | - A-10 Thunderbolt II - Hawker-Siddeley Nimrod - Boeing C-135 - Boeing OC-135 Open Skies - Boeing KC-135 Stratotanker - Boeing RC-135 Rivet Joint - E-3 Sentry - E-8 Joint STARS - ES-3 Shadow - Embraer R-99 |

## Quân sự - Máy bay huấn luyện
| 1903-1919 | 1920-1938                  | 1939-1945 | 1946-1969                                                                                                   | 1970-nay |
| --------- | -------------------------- | --------- | --- | --- |
|           | - North American T-6 Texan |           | - Folland Gnat - Hunting Percival Jet Provost - Percival Provost - Northrop T-38 Talon - T-33 Shooting Star | - Hawker Beechcraft T-6 Texan II - Hawker-Siddeley Hawk - Embraer EMB 312 Tucano - Embraer EMB 314 Super Tucano |

## Quân sự - Máy bay vận tải
| 1903-1919 | 1920-1938 | 1939-1945    | 1946-1969                                    | 1970-nay                                                                 |
| --------- | --------- | ------------ | -------------------------------------------- | ------------------------------------------------------------------------ |
|           |           | - Avro Anson | - Lockheed C-130 Hercules - C-141 Starlifter | - Antonov An-124 - Antonov An-225 - Ilyushin Il-76 - Lockheed C-5 Galaxy |

## Quân sự - Trực thăng
| 1903-1919 | 1920-1938 | 1939-1945 | 1946-1969 | 1970-nay |
| --------- | --------- | --------- | --- | --- |
|           |           |           | - AH-1 Cobra - AH-64 Apache - OH-58 Kiowa - SH-2 Seasprite - H-3 Sea King - HH-65 Dolphin - Kamov Ka-50 - Mil Mi-24 - UH-1 Iroquois | - V-22 Osprey - Agusta Westland Super Lynx 300 - Agusta Westland EH101 - Bell AH-1Z - Boeing/Sikorsky RAH-66 Comanche - Boeing (MDD) AH-64D Longbow Apache - Eurocopter Tiger/UHU - Hal Druv - Kamov KA-31/-32 - Kawaski OH-1 - Mil/Kazan MI-17M/MD - Sikorsky MH-605 Nighthawk - Sikorsky SH-60R Strikehawk |